# Керчь-Еникальский канал
Керчь-Еника́льский кана́л (КЕК) (укр. Керч-Єнікальський канал) — морской судоходный канал в Керченском проливе. Связывает Азовское и Чёрное моря.

## История

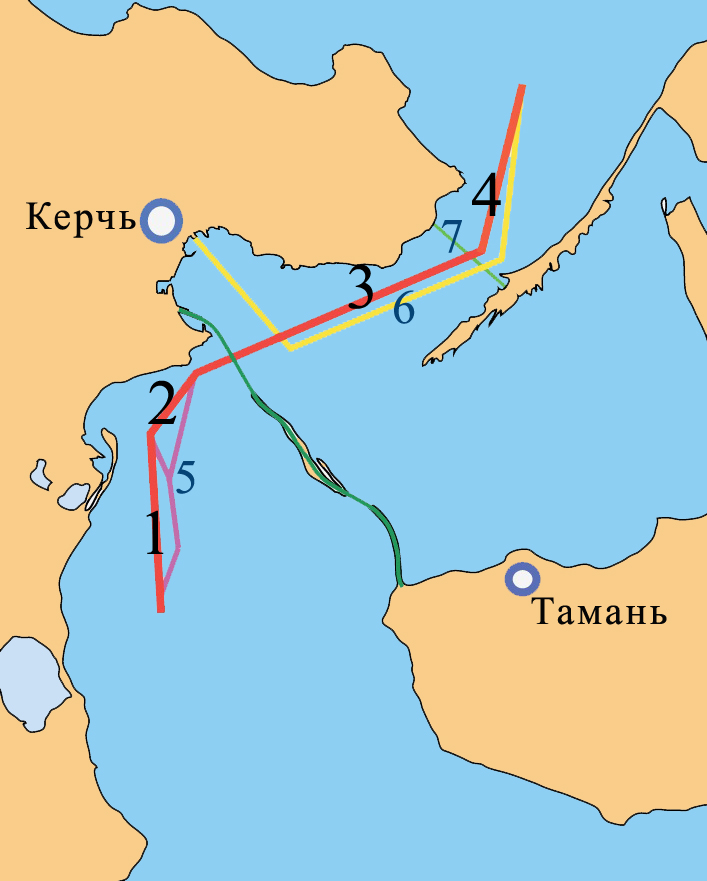
Керчь-Еникальский канал (КЕК) и Таманский судоходный путь.
1. Павловское колено КЕК
2. Бурунское колено КЕК
3. Еникальское колено КЕК
4. Чушкинское колено КЕК
5. Фарватер 52
6. Фарватер 50
7. Фарватер 28 (Керченская паромная переправа)

Канал был создан в конце XIX века с целью большего удобства коммерческого мореплавания. Устройство канала продолжалось с 1874 года по 1877 год. Канал назван Керчь-Еникальским по названию Керчь-Еникальского градоначальства, в ведении которого находился. Первоначальная глубина канала — 5,7 м.
В 1903 году канал был углублён до 6,4 м, а в 1908 году — до 7,3 м. Общая длина составила 26,4 км. Это углубление было недостаточным для нормального судоходства и определилось недостатком выделенных на него средств.
Позже была разработана программа работ по дальнейшему углублению канала до 28 футов (8,5 м) и увеличении длины до 32 верст 315 сажен (34 км 810 м), которая должна была финансироваться по закону от 17 апреля 1912 года «Об отпуске из государственного казначейства средств в порядке расходов по портостроительству».
Однако Первая мировая, а затем гражданская войны помешали воплощению этой программы в жизнь. В ходе Второй Мировой войны канал был значительно разрушен, заилен, дно его было усеяно взрывоопасными предметами и затонувшими кораблями.
Основные работы в период 1945—1965 годах были направлены на поддержание глубины канала (все те же 7,3 м), а также на подъём затонувших судов, расчистку канала и бровок от затонувших предметов.
В 1965—1966 годах Керчь-Еникальский канал был углублён со стороны Чёрного моря до подходного канала Керченского порта, была расширена входная часть канала и участок со стороны острова Тузла.

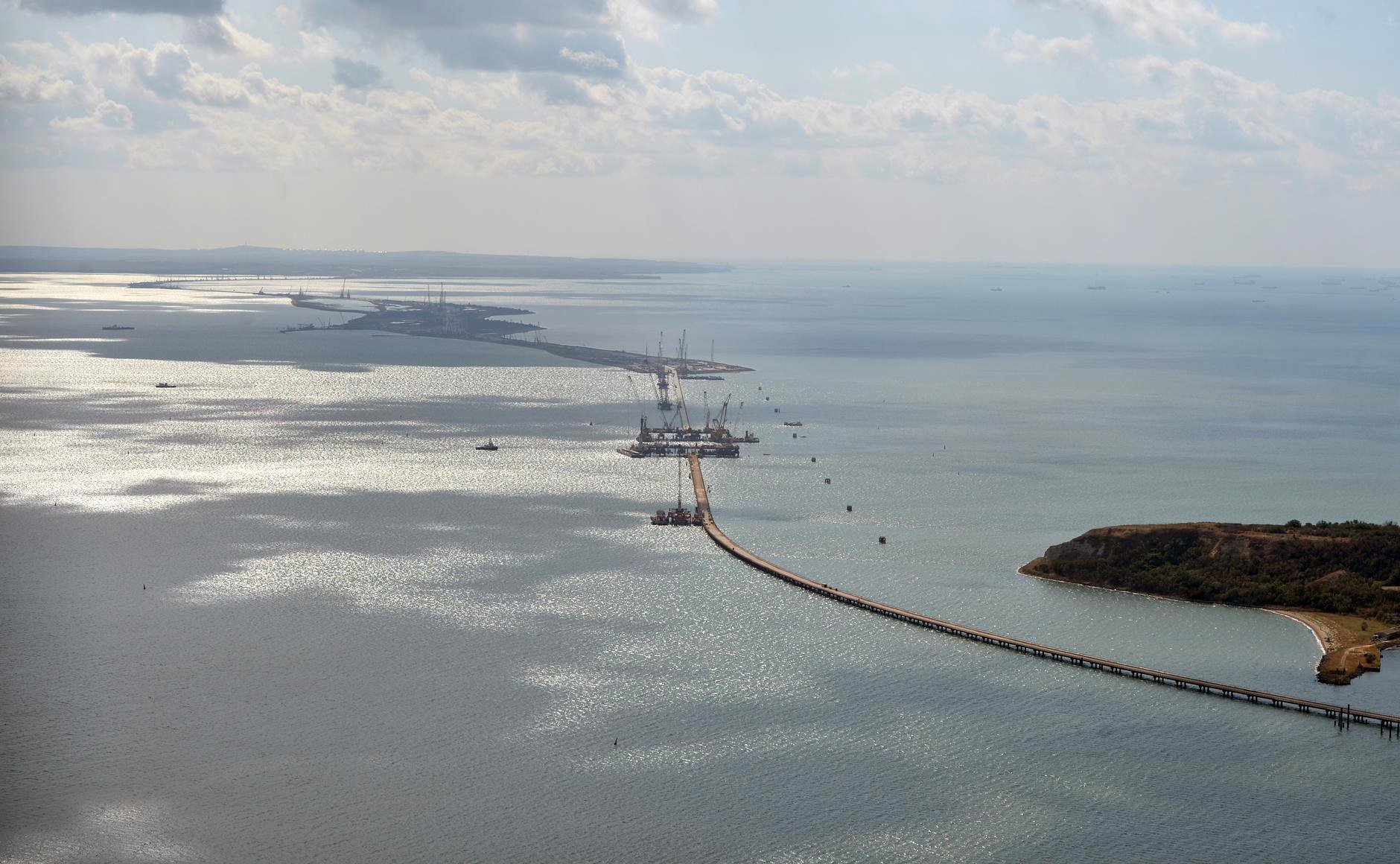
Арки Крымского моста находятся на юго-западном участке Еникальского колена канала

В 1969—1970 годах канал был расширен до 120 м и углублён до 9-9,75 м; также был увеличен радиус закругления поворотов. В 1970 году проходная осадка по Керчь-Еникальскому каналу была объявлена в 8 м, что позволяло проходить по нему самым крупным на то время советским морским судам серии «Запорожье».
После 1970 году проводились только ремонтное черпание.
После 2004 году никаких ремонтных работ или работ по реконструкции канала не проводилось.

## Описание

### Общие сведения
Канал начинается в Чёрном море (координаты начала канала — широта: 45°13’9.51"N долгота: 36°27’43.60"E), проходит через Керченский пролив и заканчивается в Азовском море (координаты — широта: 45°27’6.95"N долгота: 36°41’7.44"E). Длина канала — 24,3 км, ширина — 120 м, глубина — до 9,3 м.
Канал состоит из четырёх колен: Павловского, Бурунского, Еникальского и Чушкинского (перечислены с юга на север). Колена, кроме Чушкинского, названы по берегам Керченского полуострова, Чушкинское — по названию косы Чушка, вдоль которой оно проходит.
Согласно распоряжению Капитана морского порта Керчь от 27.01.2016 года установлены следующие глубины колен Керчь-Еникальского канала:
- Павловское колено — 8,3 м,
- Бурунское колено — 9,2 м,
- Еникальское колено — 9,2 м,
- Чушкинское колено — 9,3 м.

Пропускная способность канала — до 150 судов в сутки. В 2012 году по каналу проходило в среднем 30-40 судов в сутки. В 2017 — более 60.
Вход судов в Керчь-Еникальский канал в период туманов, снегопада, мглы, ливневых дождей, и при скорости ветра более 14 м/с запрещён.

### Ограничения габаритов судов
В 2002 году приказом министерства транспорта Украины были утверждены Правила плавания судов Керчь-Еникальским каналом и подходными каналами к нему, в которых, среди прочего, устанавливались следующие ограничения габаритов судов, проходящих по КЕК: длина до 215 м, осадка до 8 м. Возможность входа в канал судов с габаритами, превышающими указанные, рассматривалась капитаном порта Керчь в каждом конкретном случае.
Следует отметить, реально эти ограничения бывали и ещё жёстче, так, например, в 2004 году глубина Чушкинского колена КЕК составляла всего 6,1 м,, что автоматически уменьшало допустимую осадку судов, проходящих через канал.
После аннексии Крыма допустимая для прохода канала длина судна была увеличена в 2014 году до 252 метров, что зафиксировано обязательными постановлениями в морском порту Керчь, утверждёнными приказом министерства транспорта России. Допустимая осадка осталась той же — 8 метров.
24 мая 2017 года капитан морского порта Керчь сделал уведомление, в котором говорится, что после установки арок мостового перехода через Керченский пролив согласно рекомендациям АО «Союзморниипроект» и ООО «СГМ» проходящие по Керчь-Еникальскому каналу суда должны удовлетворять следующим условиям: длина — 160 м, ширина — 31 м, осадка — 8 м, надводный габарит — 33 м, однако уже после её установки было зафиксировано прохождение по каналу судов длиной, превышающей 160 метров
Украинские официальные лица заявляют, что из-за ограничения длины и надводного габарита проходящих через Керчь-Еникальский канал судов украинские порты понесут финансовые убытки, и обещают обратиться с исками по этому поводу в международные судебные инстанции.

### Управление движением судов
Управление движением судов, проходящих КЕК, осуществляется службой управления движением судов (СУДС) морского порта Керчь. Для судов длиной свыше 215 метров плавание допускается только в светлое время суток при буксирном обеспечении. Для судов с осадкой менее 3,5 метров разрешено забровочное плавание по Еникальскому колену в полосе шириной 200 м вдоль красной (левой) бровки канала. Движение судов на КЕК — двухстороннее, за исключением участка от пары буев N 19 и N 20 до пары буев N 23 и N 24 (от начала Еникальского колена до подходного канала Керченского порта), в котором установлено одностороннее движение для судов длиной более 140 метров.
Одностороннее движение устанавливается:
- для судов длиной более 165 метров и шириной более 25 метров;
- для судов с большой осадкой, при плохой управляемости судна, при большом угле дрейфа;
- для судов с опасными грузами;
- при ограниченной видимости.

### Плата за проход по каналу
Проход судов по Керчь-Еникальскому каналу платный. Компания-судовладелец платит канальный сбор, лоцманский сбор, навигационный сбор, маячный сбор. Наиболее весомым в денежном выражении является канальный сбор — он составляет более 80 % от всех перечисленных сборов. Получателем канального сбора является Керченский морской торговый порт, на который возложены функции регулирования движения судов в канале и поддержания его в рабочем состоянии. Полученные средства должны расходоваться на дноуглубление и прочий текущий ремонт канала.
Ставки канального и маячного сборов утверждены приказом Федеральной Антимонопольной службы № 222/16 от 10 апреля 2016 года, и для судов дальнего плавания, следующих через канал транзитом, составляют от 7.00 до 9,95 руб/GT, маячный сбор — от 1,25 до 1,9 руб/GT (в зависимости от типа судна). Для транзитных судов каботажного плавания канальный сбор составляет от 3,50 до 4,85 руб/GT, а маячный — от 0,64 до 0,87 руб/GT.
Кроме того, для расчета сборов с судов применяется пять коэффициентов в зависимости от валовой вместимости судна, начиная с 1,7 для судов с валовой вместимостью от 1500 GT до 2200 GT включительно, и заканчивая 0,4 для судов с валовой вместимостью от 4601 GT и выше.
В начале 2000-х годов сборы от прохождения судов по Керчь-Еникальскому каналу ежегодно составляли около 6 миллионов долларов США.

## Таманский судоходный путь
Восточнее Павловского и Бурунского колена проходит «фарватер 50» глубиной 4,5 м, который соединяется с Еникальским коленом в той же точке, что и Бурунское колено. «Фарватер 52» идет от Керченского порта параллельно подходному каналу, пересекает Еникальское колено, а затем идет к Азовскому морю рядом с Еникальским и Чушкинским коленами. Его минимальная глубина — 3 метра. Колена фарватера 50 и фарватера 52, параллельные Керчь-Еникальскому каналу, а также акватория шириной 70 м восточнее правой бровки КЕК от западной кромки фарватера 50 до восточной кромки фарватера 52 (с начала строительства Керченского моста перекрыта) образуют Таманский судоходный путь.
Управление движением судов, проходящих Таманским судоходным путем, осуществляется региональной службой управления движением судов (РСУДС) Керченского пролива.
В 2012 году по Таманскому судоходному пути проходило около 20 судов в сутки.